# Guastalla
Guastalla är en stad och kommun i provinsen Reggio Emilia i Italien, nordöst om Parma. Kommunen hade 15 018 invånare (2018).
Gustastalla hette ursprungligen Vardastalla (Guardastalla) och grundades av langobarderna på 600-talet. Grevskapet Guastalla, som sedan mitten av 1300-talet lydde under Milano, köptes 1539 av en gren av ätten Gonzaga vilken 1541 lyckades göra det riksomedelbart och 1621 till hertigdöme. Då grenen dog ut 1746, indrogs det och förenades med hertigdömet Parma. Erövrat av fransmännen 1796, lämnades Guastalla 1806 till Napoleons syster Pauline Borghese, och kom 1815 att ingå i Marie Louise av Österrikes förläningar. 1860 införlivades Guastalla med Sardinien.